# Reeves Gabrels
Pour les articles homonymes, voir Reeves.
Reeves Gabrels (né le 4 juin 1956) est un guitariste américain, compositeur et producteur de disques. Membre et guitariste du groupe anglais The Cure depuis 2012, Gabrels a travaillé avec David Bowie de 1987 à 1999, d'abord au sein du groupe Tin Machine, puis avec David Bowie sur ses projets en solo. Il a vécu à New York, Boston, Londres, Los Angeles et, depuis 2006, Nashville, port d'attache du groupe Reeves Gabrels & His Imaginary Friends dont Gabrels est à la fois guitariste et chanteur. 
En tant que guitariste, Reeves Gabrels est reconnu pour sa virtuosité et sa polyvalence grâce auxquelles il est capable «d'explorer les extrêmes sonores en s'adaptant avec une intuition considérable à ce dont chaque chanson a le plus besoin.» Il a également été caractérisé comme l'un des plus audacieux improvisateurs depuis Jimi Hendrix. 
En tant que compositeur, Gabrels a couvert tous les genres. Les chansons sur Ulysses (Della Notte), un album de 2000, vont du "rock blues percutant à l'electronica du 21e siècle", comme l'exprime Gary Graff, un critique de Guitar World.
En décrivant Rockonica, Andy Ellis de Guitar Player écrivait en 2005 : «Reeves Gabrels avance comme personne d'autre sur une fine ligne entre structure de chanson et sonorités imprévisibles… Ses airs sur Rockonica révèlent une construction familière de type couplets-refrain (et sont souvent furieusement accrocheurs) et ses riffs et solos revêtent généralement les contours définissant le rock classique. Cependant, sous - et autour - de cette fondation, bouillonnent des strates de textures atypiques et de sons fracturés et déroutants. Enfin, Gabrels n'hésite pas à juxtaposer divers genres : «Underneath », par exemple, culmine avec un mélange tripatif rassemblant à la fois des licks rappelant l'époque Wheels of Fire d'Eric Clapton avec Cream, des riffs de Delta blues acoustique, de même que des sons d'hélicoptères générés par la guitare.

## Éducation
Reeves Gabrels nait à Staten Island, New York, en juin 1956. Sa mère, Claire, est dactylographe et son père, Carl Winston Gabrels, travaille comme matelot sur des remorqueurs dans le port de New York. Reeves commence à jouer de la guitare à l'âge de 13 ans et, l'année suivante, son père l'inscrit à des cours avec son ami Turk Van Lake, un musicien professionnel qui a joué avec Benny Goodman et d'autres. 
Après le lycée, Gabrels fréquente la Parsons School of Design et la School of Visual Arts de New York. Il rencontre le guitariste de jazz John Scofield, dont il devient l'élève. Encouragé par l'exemple et les conseils de celui-ci, Gabrels s'installe à Boston afin de fréquenter la Berklee School of Music. Il quitte cette école sans diplôme en 1981, valorisant néanmoins son expérience à Berklee. 

## Carrière
Gabrels commence sa carrière musicale à Boston, en s'appuyant sur l'expérience de la scène acquise au lycée. Au cours des années 1980 et au début des années 1990, il fait partie des groupes The Dark, Life On Earth, The Atom Said, Rubber Rodeo, The Bentmen, Deaf School et Modern Farmer. En 1993, Modern Farmer, formé de Gabrels, Jamie Rubin, David Hull et Billy Beard, publie un album de chansons rock originales, Hard Row to Hoe, sur l'étiquette Victory / Universal.

## David Bowie et Tin Machine
Reeves Gabrels et David Bowie font connaissance en 1987 lors d'une tournée de Bowie, dont Sara Terry, alors épouse de Gabrels, est attachée de presse. Le premier projet sur lequel ils travaillent ensemble est une ré-imagination/réarrangement de la chanson Look Back in Anger destinée à une performance scénique combinant danse, musique et projection, présentée en 1988 dans le cadre d'un concert caritatif pour l'Institut des Arts Contemporains de Londres (ICA). Le morceau résultant de cette première collaboration dure 7 minutes et demie, alors que la chanson originale écrite par David Bowie et Brian Eno et gravée sur l'album Lodger (1979) durait 3 minutes. Durant le spectacle, Bowie chante, joue et danse avec des membres de la troupe de danse d'avant-garde montréalaise La La La Human Steps, notamment avec la spectaculaire danseuse Louise Lecavalier, tandis que Gabrels et deux autres musiciens jouent sur scène. « Nous sommes allés en studio pour réorganiser la chanson », déclare Bowie dans une interview filmée ; « J'aime le mur de guitare incisif que nous y mettons. »
Par la suite, Gabrels s'associe à Bowie et aux frères Sales (Hunt à la batterie et Tony à la basse) dans le groupe de rock Tin Machine. Continuant à travailler avec Bowie après la période Tin Machine, Gabrels devient une partie essentielle du son des années 90 de Bowie, notamment sur Outside (1995), ainsi que sur les albums Earthling (1997) et Hours (1999) dont il est coproducteur. Dead Man Walking, une chanson de Bowie et Gabrels parue sur Earthling, reçoit une nomination pour un prix Grammy. Le tandem Gabrels/Bowie crée également  la bande-son du jeu informatique Omikron: The Nomad Soul en 1999. La collaboration des deux artistes se termine à la fin de l'année 1999 et leur dernière apparition conjointe sur scène a lieu lors d'une performance enregistrée à New York cette année-là pour VH1 Storytellers.

## The Cure
Robert Smith de The Cure et Reeves Gabrels font connaissance lors des répétitions du spectacle marquant le 50e anniversaire de David Bowie, le 9 janvier 1997 au Madison Square Garden de New York. Smith ayant été invité par Bowie à faire partie d'un groupe sélect d'artistes invités à cet événement, il rencontre Gabrels qui en est le directeur musical et, quelques mois plus tard, l'invite aux enregistrements de la pièce Wrong Number, un titre qui paraît en novembre de la même année et qu'on retrouve sur Galore, seconde compilation de singles de The Cure. Gabrels fait ensuite plusieurs apparitions sur scène en compagnie des membres de The Cure lors de leur tournée de 1997. En 1998, Gabrels, Smith et Jason Cooper, batteur de The Cure, se réunissent au sein de COGASM, un projet parallèle formé afin de créer la chanson Sign From God, pour le film Orgazmo de Trey Parker. L'année suivante, Gabrels et Smith collaborent à l'écriture de la chanson Yesterday's Gone, sur laquelle Robert Smith chante, et qui parait sur l'album Ulysses (Della Notte) de Gabrels.
Smith et Gabrels demeurent dès lors en contact et, en 2012, Gabrels accepte d'accompagner The Cure lors de plusieurs spectacles de la tournée Summercure 2012. Il devient ensuite membre officiel du groupe et le demeure aujourd'hui encore. En 2019, il est intronisé au Rock and Roll Hall of Fame en tant que membre de The Cure.

## Reeves Gabrels & His Imaginary Friends
Pour son propre groupe, Reeves Gabrels et ses amis imaginaires, Gabrels est le chanteur, guitariste et compositeur principal.
Le groupe s'est formé en trio à Nashville en 2007, peu après le départ de Gabrels de Los Angeles. Les joueurs principaux pendant sept années étaient Reeves Gabrels (guitare, voix) avec Kevin Hornback (basse) et Jeff Brown (batterie). En 2015, le batteur Marc Pisapia, qui s'était substitué à Brown au moment des conflits d'horaire, devint le batteur principal (et chanteur d'harmonie).
Gabrels et son groupe se produisaient souvent au Family Wash de Nashville et faisaient des tournées régionales, notamment une sortie de dix concerts à petit prix en 2009 à propos de laquelle le guitariste a blogué pour un forum Internet géré par le magazine Guitar Player.
En 2010, sans réel plan, Reeves Gabrels et His Imaginary Friends ont commencé à enregistrer des chansons qu'ils avaient élaborées à travers la performance, même si le mixage, la maîtrise, la fabrication et la sortie étaient au-dessus de leurs moyens à l'époque. Ensuite, Gabrels a rejoint The Cure, ce qui a aidé avec des budgets mais des horaires compliqués. Dans une interview en 2014 avec le magazine britannique Guitarist (novembre 2014), Gabrels a décrit le processus d'enregistrement et les manières inattendues dont le hiatus avant la sortie avait contribué au processus créatif. L'album est finalement sorti en janvier 2015. 
Pendant ce temps, le trio de Gabrels, Hornback et Brown a joué une série de dates dans des petites salles et des pubs en Angleterre en octobre 2014. Ils ont fait des tournées aux États-Unis à l'été 2015, maintenant avec Pisapia à la batterie et de nouveaux CD en main, puis ont fait une seconde tournée en Angleterre à l'automne, marquant l'occasion avec un single téléchargeable intitulé «Try».

## Enregistrements solo
Reeves Gabrels a produit cinq albums en tant que compositeur principal, chanteur, guitariste et chef d'orchestre. Comme Reeves Gabrels, il a publié The Squall Squall of Now (Rounder/Upstart, 1995); Ulysse (Della Notte) (Emagine, 2000); Live...Late...Loud (Myth Music, 2003); et Rockonica (Myth Music/Favored Nations/Sony, 2005). Ulysse a été nommé pour un Yahoo! Internet Award en 1999 en tant que version Internet avant-gardiste, avant d'être disponible l'année suivante sur CD. Une chanson d'Ulysse, Jewel, présente des performances vocales et instrumentales de David Bowie, Dave Grohl et Frank Black. Gabrels fait à la fois Rockonica et Live ... Late ...Loud à Los Angeles avec des amis musiciens comme Paul Ill (basse), Brock Avery (batterie) et Greg McMullen (guitare pédale steel).
Un cinquième album, avec Reeves Gabrels & His Imaginary Friends comme nom d'artiste et titre, est sorti numériquement en Janvier 2015 chez Bandcamp et sur CD (plus de distributeurs numériques) le vendredi 17 juillet 2015. Reeves Gabrels & Rob Stennett étaient coproducteurs. Les chansons comprennent des originaux et des reprises, avec Gabrels chantant, jouant de la guitare et menant le groupe, un trio de puissance avec Kevin Hornback à la basse et Jeff Brown à la batterie. Des musiciens invités apparaissent également, dont le batteur actuel du groupe, Marc Pisapia, qui chante des chœurs. Reeves Gabrels & His Imaginary Friends ont reçu une première critique d'impression dans le mensuel américain Vintage Guitar (juin 2015).

## Musiques de films
Gabrels a écrit des bandes-son pour des films dont The Farmer's Wife de David Sutherland (créée en septembre 1998) et pour PBS productions, et a collaboré avec Public Enemy sur la chanson Go-Cat-Go pour le film He Got Game de Spike Lee (bande-son, Def Jam, 1998). Il a écrit les parties "musique de club" de la bande-son du jeu vidéo Deus Ex. 

## Collaborations avec d'autres
De temps en temps, Gabrels tournait comme guitariste dans un second rôle, par exemple fin 1993 / début 1994 en tant que guitariste pour des performances solo du chanteur Paul Rodgers, et en 2009 avec le groupe punk new-yorkais Jeebus.
Galore, un album de 1998 de l'auteur-compositeur-interprète Jeffrey Gaines, présente Reeves Gabrels à la guitare aux côtés des collaborateurs de Bowie Gail Ann Dorsey (basse) et Zachary Alford (batterie).
À Los Angeles de 2000 à 2005, au-delà du travail sur sa propre musique live et enregistrée, Gabrels a collaboré avec des musiciens du sud de la Californie dans des genres variés. Pour le blues-rock soul et funky du chanteur et claviériste Gérard "Gerry" Duran, Gabrels a enregistré la guitare sur plusieurs albums du groupe Los Duran. Gabrels et le batteur / producteur Big Swede, en tant que duo baptisé Protecto, ont sorti un album électronique intitulé Sonicnauts. 
X-World / 5, un super groupe de heavy metal composé du guitariste Andy LaRocque, du chanteur Nils K. Rue, du bassiste Magnus Rosén et de Big Swede à la batterie, est un autre projet d'enregistrement dans lequel le batteur Big Swede de Los Angeles a amené Gabrels. Ils ont fait un album, New Universal Order, initialement sorti en 2008 par le label allemand AFM Records. Il a été réédité par le groupe / Big Swede en 2015. 
À Nashville, Tennessee, où il réside depuis 2006, Gabrels joue souvent localement, en particulier à The Family Wash, un restaurant East Nashville / lieu de musique créé par l'associé de longue date Jamie Rubin. Quand Gabrels est arrivé, il était un guitariste régulier pour Brandon Giles et les Tricky Two qui jouaient dans les bars et les clubs du Lower Broadway de Nashville et parfois en tournée. En 2010 et 2011, Gabrels a participé aux festivals «De Nashville à la Norvège» à Gjøvik, en Norvège, organisés par des amis des deux endroits. En 2014, il a commencé à siéger dans la mesure du possible avec le guitariste Tim Carroll au 5 Spot. À l'époque, le groupe de Carroll comprenait le batteur Steve Latanation et le bassiste Bones Hillman (qui est retourné travailler avec son groupe de longue date Midnight Oil).
Plusieurs enregistrements collaboratifs sont issus de ces activités à Nashville. The Magnificent Others présente les chansons et les chants de Jamie Rubin, avec Gabrels à la guitare. Sonic Mining Company, une version de Ropeadope Records 2012, est composée d'improvisations de Reeves Gabrels (guitare), Frank Swart (basse) et Adam Abrashoff (batterie).
Gabrels a ajouté des parties de guitare à des enregistrements choisis par d'autres musiciens au cours des années, y compris des chansons de gODHEAD, par Jed Davis, et par Jenn Vix, un bassiste et chanteur de Providence, Rhode Island. Les enregistrements précédents avec des morceaux de guitare de Reeves Gabrels incluent des albums ou des singles de The Mission (U.K.), de Deaf School, de Sandie Shaw, des Rolling Stones, d'Ozzy Osbourne et plus encore.

## Club d'Elf et improvisations
Gabrels joue périodiquement avec Club D'Elf, un groupe de dub / jazz / marocain / trance / electronica underground de Boston dirigé par le bassiste Mike Rivard, et apparaît sur Now I Understand, (Accurate Records, 2006), leur premier enregistrement studio; l'album comprend également John Medeski et Billy Martin (Medeski, Martin & Wood), DJ Logic, Mat Maneri, Duke Levine, Alain Mallet, Mister Rourke et bien d'autres. Improviser en forme longue, comme le fait le Club d'Elf, donne à Gabrels "le temps de faire des méandres et d'harmoniser les choses, de rendre la musique intéressante", a-t-il déclaré dans une interview à Berklee College of Music. contribue à sa capacité dans différents contextes, tels que sur scène avec The Cure, "d'affiner cela à des opportunités où je peux frapper cette note qui jette le monde hors de son axe pour deux barres," pour le faire pleinement dans le contexte de la chanson et ses paroles.

## Collaborations instrumentales
Le guitariste américain David Tronzo, un autre participant aux performances du Club D'Elf, et Gabrels ont fait un album instrumental, Night in Amnesia, publié par Rounder Records en 1995. Le guitariste britannique Bill Nelson (Be-Bop Deluxe, Red Noise de Bill Nelson)) et Gabrels a sorti un album de guitare-duo expérimental très différent, Fantastic Guitars, indépendamment en 2014. 

## Instrumentation
Guitares: Gabrels a utilisé différentes guitares à différentes étapes de sa carrière musicale, choisissant des instruments adaptés à la musique. Il a favorisé les guitares Steinberger, Parker Fly et Fernandes Guitars, mais il joue également des guitares Gibson telles que Les Paul et le Flying V, ainsi que Fender Stratocaster.
Il a souvent choisi des luthiers moins connus, expliquant dans des interviews qu'il préfère une guitare sans histoire et avec laquelle il est libre de créer des sons de sa propre imagination.
En 2008, Gabrels a commencé à jouer des guitares Reverend, conçues par Reverend Musical Instruments, de Toledo, Ohio. Gabrels et Reverend ont depuis collaboré pour développer une série de guitares Reverend Reeves Gabrels signature. [27] Le premier modèle a été présenté au salon NAMM de l'hiver 2010 à Anaheim, en Californie. Une mise à jour, La Reverend Reeves Gabrels II (RG2) a été présentée au NAMM à Nashville en 2012. 
La Reeves Gabrels Spacehawk a fait ses débuts au NAMM, hiver 2014. 
La Reeves Gabrels Dirtbike, un modèle à un seul pickup, est sorti en juillet 2017.
Pendant la tournée estivale de The Cure en 2012, Robert Smith a donné à Gabrels sa Fender Bass VI, utilisée pour jouer des chansons telles que «Primary», «InBetween Days» et «Push». En réponse à des questions sur ses guitares, Gabrels a écrit plusieurs notes postées sur sa page Facebook de musicien décrivant les guitares jouées avec The Cure et expliquant comment il les utilise en rapport avec la musique.

## Discographie
Tin Machine
- Tin Machine (1989)
- Tin Machine II (1991)
- Tin Machine Live: Oy Vey, Baby (1992)

David Bowie
- 1. Outside (1995)
- Earthling (1997)
- 'hours...' (1999)
- LiveAndWell.com (1999)
- VH1 Storytellers (2009)

The Cure
- Songs of a Lost World (2024)

Modern Farmer
- Hard Row to Hoe (1994)

COGASM
(projet avec Robert Smith et Jason Cooper)
- A Sign From God : titre sur la bande originale du film Capitaine Orgazmo (1998)[1]

En solo
- The Sacred Squall of Now (1995)
- Ulysses (Della Notte) (2000)
- Live...Late...Loud... (2003)
- Rockonica (2005)
- Reeves Gabrels & His Imaginary Friends (2015)

Collaborations
- Night in Amnesia - avec David Tronzo (1995)
- Wrong Number - single avec The Cure (1998)
- Protecto - avec Sonicnaut (2006)
- Now I Understand - avec Club d'Elf (2006)
- New Universal Order - avec X-World/5 (2008)
- The Magnificent Others - The Magnificent Others (2011)
- Sonic Mining Company - Sonic Mining Company (2012)
- Small Sacrifices Must be Made! - avec Jed Davis (2012)
- Fantastic Guitars - avec Bill Nelson (2014)
- The Many Faces of The Cure (2016) Disque 1 : 119 Years Ago et Thirteen